# CEPAC Silo
Pour les articles homonymes, voir silo.

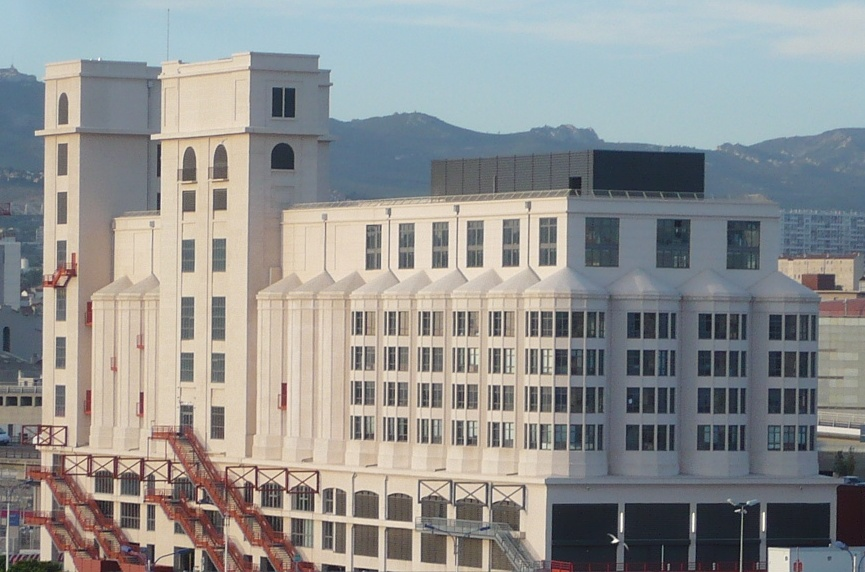
Le Silo en juillet 2011

Le CEPAC Silo est une salle de spectacle marseillaise inaugurée en 2011 et située à Euroméditerranée, quartier du 2e arrondissement. Elle était, auparavant, un ancien bâtiment industriel de la ville de Marseille.
La reconversion a été conçue et réalisée par le cabinet C+T Architecture, associé à l'agence de scénographie Ducks Scéno, au bureau d'études techniques SLH Ingénierie et à l'Atelier Rouch pour les études acoustiques.

## Histoire
Ancien silo à céréales construit en 1924, le silo d'Arenc a été labellisé en 2004 patrimoine du XXe siècle par le ministère de la Culture. Il s'agit d'un bâtiment rectangulaire de plus de 16 000 mètres carrés. Au cours des années 2000, il a été aménagé en deux volumes distincts : d'une part en un espace de bureaux et d'autre part en une salle de spectacles, en particulier de théâtre ou de concerts. Cette rénovation, initiée en 2007, s'inscrit dans le projet de revalorisation du quartier de la Joliette à travers la création du quartier Euroméditerranée. Les travaux d'aménagements ont été confiés pour la partie spectacle à l'architecte Roland Carta (C+T architectes), aux scénographes de l'agence Ducks Scéno et à l'agence Atelier Rouch pour l'acoustique. La maîtrise d’œuvre pour la partie bureaux fut confiée à l'architecte Eric Castaldi.

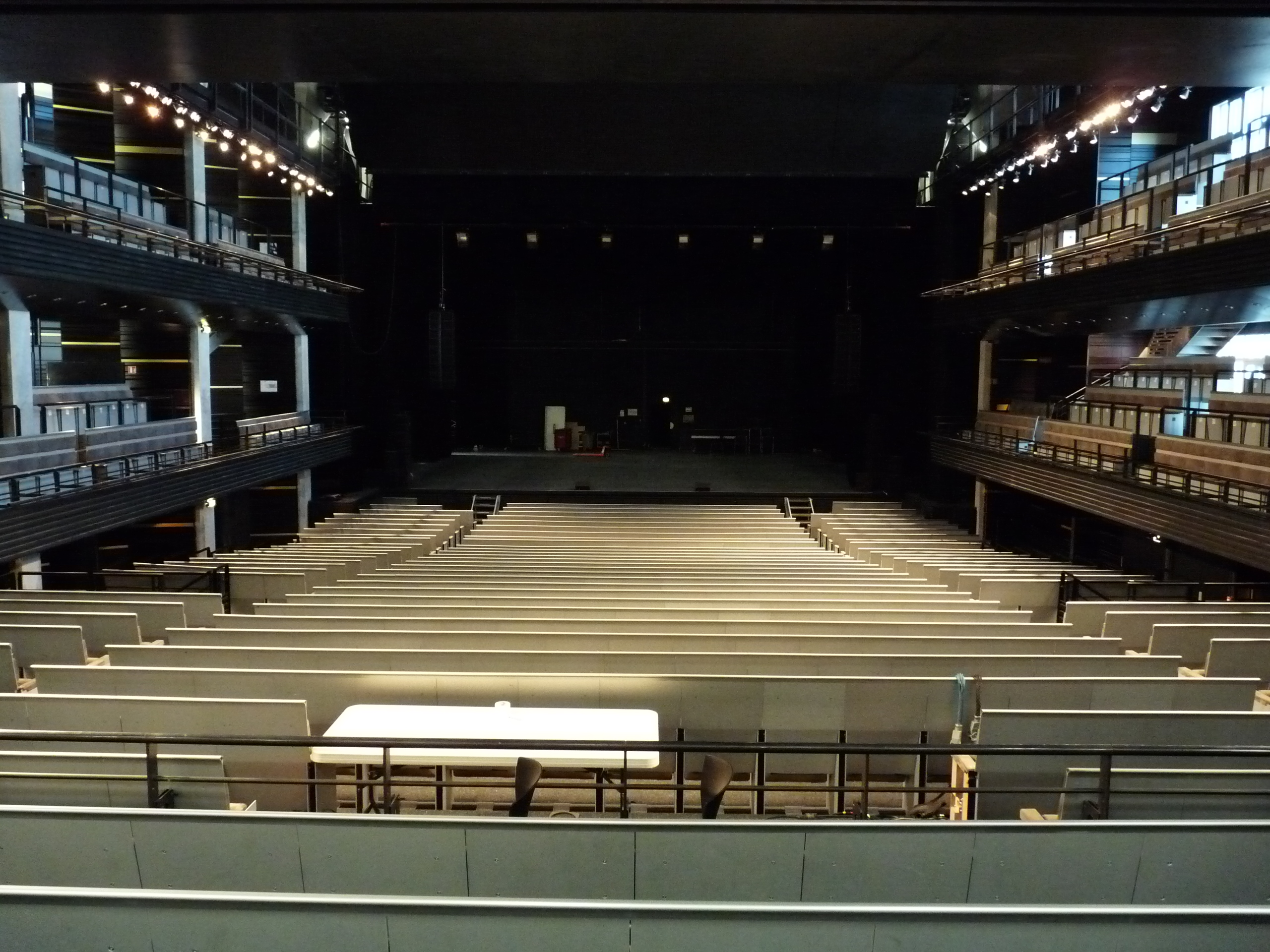
Silo - intérieur de la salle

Le CEPAC Silo a été inauguré en septembre 2011 par le maire de la ville Jean-Claude Gaudin et en présence du ministre Patrick Ollier. Le Silo se veut dans le style des théâtres à l'italienne constitués de plusieurs balcons autour d’un parterre central. La salle offre une capacité totale de 2 050 places dont la configuration varie en fonction du type de spectacle proposé.
En janvier 2019, la Caisse d’Epargne CEPAC a souhaité accentuer son engagement et a obtenu auprès de la ville de Marseille, une nouvelle dénomination pour l’ensemble culturel qui se nomme désormais "CEPAC Silo" (anciennement "Le Silo"). La Caisse d’Epargne CEPAC est le partenaire principal de la salle de spectacle depuis son ouverture.

## Situation et accès
Ce site est desservi par le métro et le tramway de Marseille : stations Joliette et Arenc - Le Silo.
Le CEPAC Silo se situe 35, quai du Lazaret, dans le 2e arrondissement. Il est situé dans le quartier d'Arenc, qui est aujourd'hui au cœur du projet d'Euroméditerranée. Bien qu'inaccessible par l'autoroute A55 qui passe juste à côté, il est néanmoins bien visible du haut de la passerelle et reconnaissable aux volumes cylindriques qui constituent son architecture.